# Каргала Инфериоре (Маса-Карара)
Каргала Инфериоре је насеље у Италији у округу Маса-Карара, региону Тоскана.
Према процени из 2011. у насељу је живело 19 становника. Насеље се налази на надморској висини од 489 м.